# Championnat de Tunisie de football 1953-1954
Navigation
Saison précédente Saison suivante
La saison 1953-1954 du championnat de Tunisie de football est la septième édition de la première division tunisienne à poule unique qui se dispute au niveau national, le championnat d'excellence.
Elle suit deux saisons marquées par la révolte du 18 janvier 1952 : les mêmes clubs ayant participé à la saison inachevée en 1951-1952 prennent part au championnat.
Le titre est remporté pour la deuxième fois par le Club sportif de Hammam Lif, qui réussit même une deuxième fois le doublé.

## Clubs participants
- Association sportive française
- Club africain
- Club athlétique bizertin
- Club sportif de Hammam Lif
- Club tunisien
- Espérance sportive de Tunis
- Étoile sportive du Sahel
- Olympique de Tunis
- Patrie Football Club bizertin
- Patriote de Sousse
- Sfax railway sport
- Union sportive de Ferryville

## Classement
Le classement final du championnat est le suivant :
| Rang | Équipe                            | Pts | J  | G  | N | P  | Bp | Bc | Diff |
| ---- | --------------------------------- | --- | -- | -- | - | -- | -- | -- | ---- |
| 1    | Club sportif de Hammam Lif (T, C) | 64  | 22 | 20 | 2 | 0  | 84 | 7  | +77  |
| 2    | Sfax railway sport                | 54  | 22 | 13 | 6 | 3  | 52 | 23 | +29  |
| 3    | Espérance sportive de Tunis       | 52  | 22 | 13 | 4 | 5  | 49 | 27 | +22  |
| 4    | Patrie Football Club bizertin     | 43  | 22 | 7  | 7 | 8  | 33 | 45 | -12  |
| 5    | Étoile sportive du Sahel          | 42  | 22 | 7  | 6 | 9  | 35 | 40 | -5   |
| 6    | Club africain                     | 41  | 22 | 7  | 5 | 10 | 37 | 40 | -3   |
| 7    | Olympique de Tunis                | 40  | 22 | 6  | 6 | 10 | 36 | 43 | -7   |
| 8    | Club athlétique bizertin          | 39  | 22 | 5  | 7 | 10 | 18 | 34 | -16  |
| 9    | Club tunisien                     | 39  | 22 | 5  | 7 | 10 | 24 | 42 | -18  |
| 10   | Patriote de Sousse                | 39  | 22 | 6  | 5 | 11 | 36 | 66 | -30  |
| 11   | Union sportive de Ferryville      | 38  | 22 | 6  | 4 | 12 | 32 | 39 | -7   |
| 12   | Association sportive française    | 37  | 22 | 6  | 3 | 13 | 34 | 64 | -30  |

## Meilleurs buteurs
- Ali Ben Jeddou (CSHL) : 24 buts
- Fanfan Cassar (CSHL) : 23 buts
- Mehrez Jelassi (EST) : 16 buts
- Habib Mougou (ESS) et Georges Paraskevas (SRS) : 11 buts
- Abderrahmane Ben Ezzedine (EST), Laaroussi Dhaou et Amédée Scorsone (OT) : 10 buts

## Portrait du champion

### Comité directeur
- Président : Khaireddine Azzouz
- Vice-président : Commandant Ezzedine Belhouane et Mongi Afchar
- Secrétaire général : Mohamed Ben Dana
- Secrétaire général adjoint : Saadi Khammassi
- Trésorier : Abderrahmane Ben Achour
- Trésorier adjoint : Noureddine Aid
- Membres : Mongi Cherif, Abdelaziz Béhi et Béji Caïd Essebsi
- Directeur sportif : Gabriel Marcel
- Entraîneur : Habib Draoua

### Joueurs
- Abdelhafidh Bazine et Abdessalem Kraïem (GB), Ahmed (alias Hammouda) Azzouna, Mustapha Mennaoui (alias Askri), Abdelaziz Zouari (alias Labreche), René Compiano, Mustapha Chennoufi, Gaetano Chiarenza, Ali Zgouzi, Abdelkader Bouzerar, Youssef Gabsi, Mustapha Bsaïes, Ali Bejaoui, Fanfan Cassar, Néné Cassar, Ali Ben Jeddou, Amor Laâfif, Ahmed Azzouz, Mejri Henia

### Buteurs
- Ali Ben Jeddou (24 buts), Fanfan Cassar (23), Mejri Henia (9), Hassen Chabri (7), Amor Laâfif, Mustapha Chennoufi et Ahmed Azzouz (4), Néné Cassar et Ali Zgouzi (2), Abdelkader Bouzerar, Mustapha Bsaïes, Ali Bejaoui, Mustapha Mennaoui et Youssef Gabsi (1)

## Division d'honneur
Les champions des trois poules de la division d'honneur sont :
- Poule Nord : Union sportive musulmane
- Poule Centre-Sud : Club sportif gabésien
- Poule Sud-Ouest : Métlaoui Sports

Après avoir battu Métlaoui Sports, le Club sportif gabésien l’emporte sur l’Union sportive musulmane à l’issue de trois matchs et accède en division d’excellence.

## Source
- Rubrique sportive des journaux La Dépêche tunisienne, La Presse de Tunisie et Le Petit Matin de la saison sportive 1953-1954